# Ludolf Siegfriedt
Ludolph Siegfried (auch: Ludolff Siegfriedt sowie Ludolf Siegfried und Ludolf Siegfriedt; * im 17. Jahrhundert in Nienburg/Weser; † 1675) war ein hannoverscher Glocken-, Stück- und Rotgießer. Er  galt als „meistbeschäftigter Glockengießer der Zeit“.

## Leben

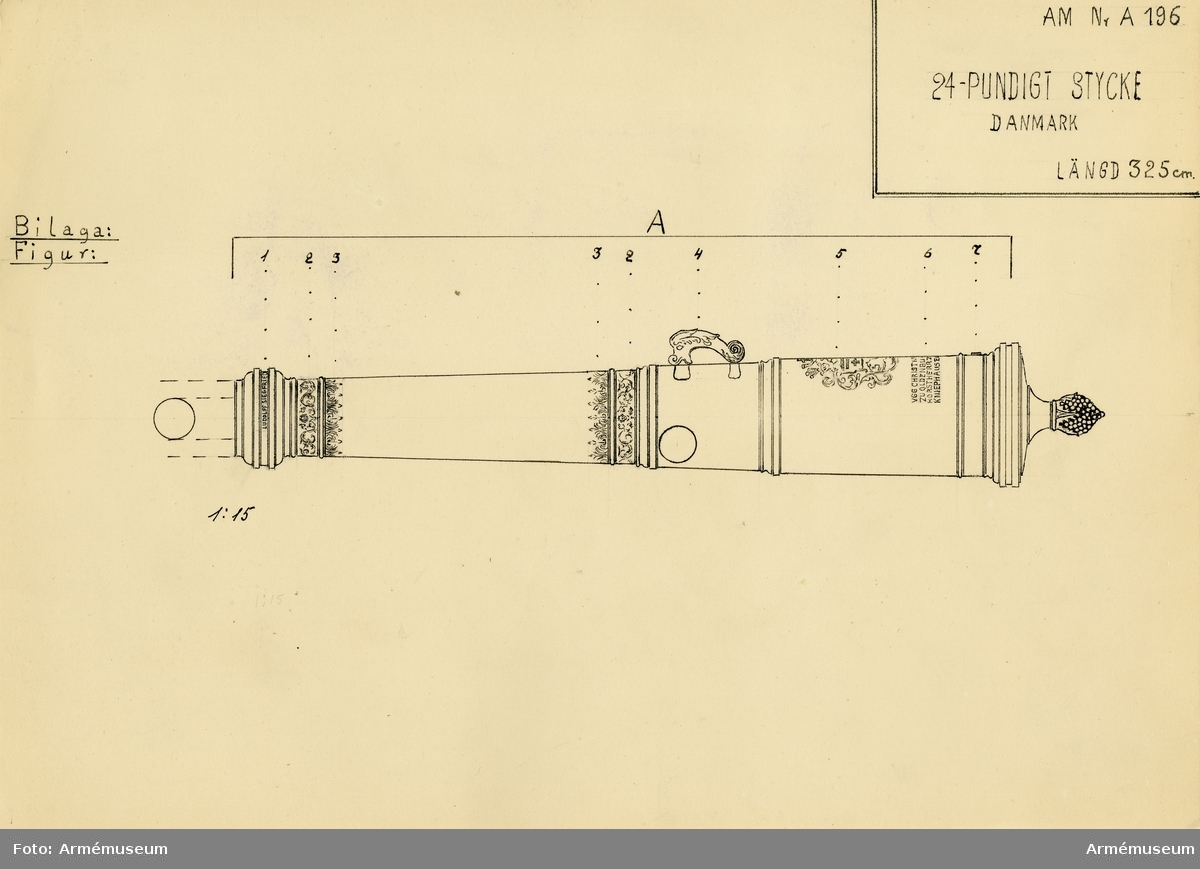
Zeichnung einer im Dreißigjährigen Krieg 1646 von Siegfriedt hergestellten 24-Pfund-Kanone (circa 3 Tonnen);
Foto: Armémuseum; CC BY 4.0

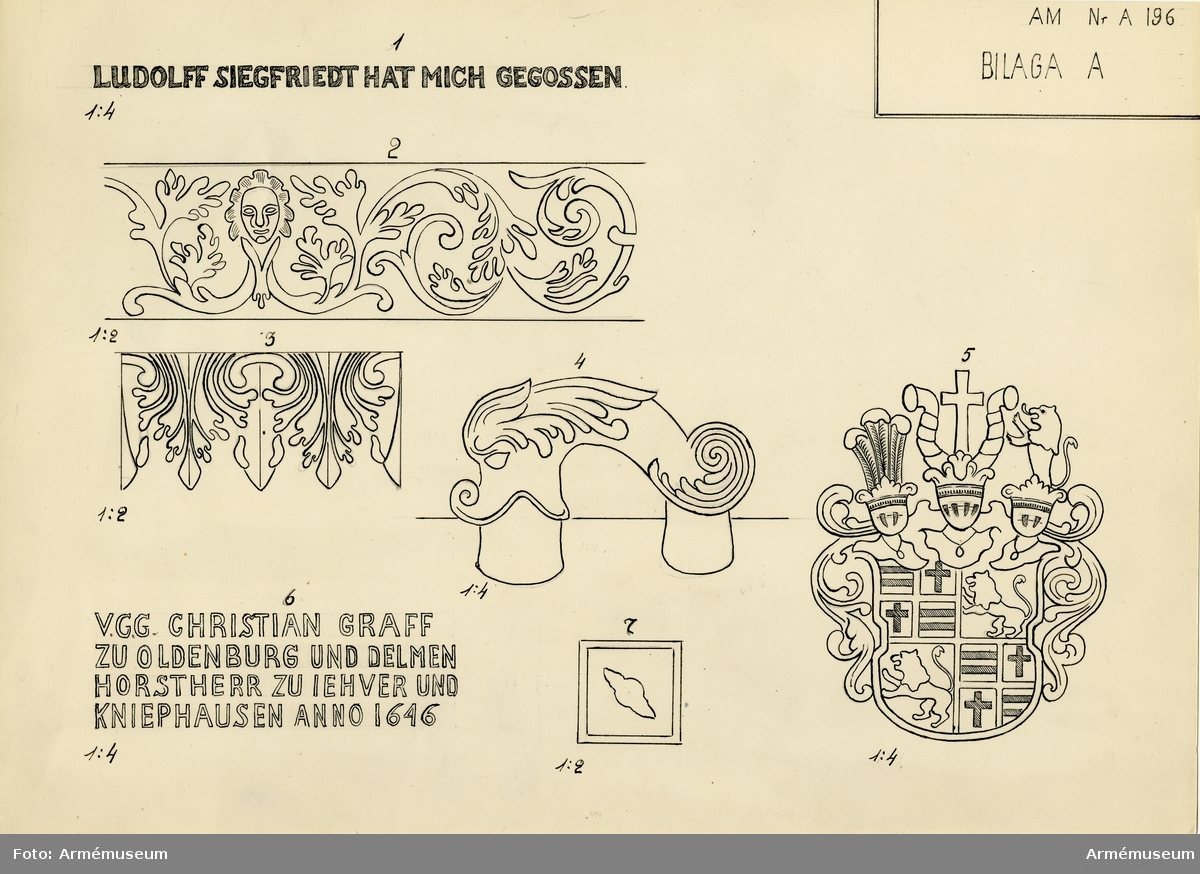
Details der im Auftrag V.G.G. Christian Graff zu Oldenburg und Delmenhorst Herr zu Iehver und Kniephausen gegossenen Waffe mit dem Wappen des Auftraggebers;
Foto des Armémuseums in Schweden; CC BY 4.0

Ludolf Siegfriedt arbeitete im Herzogtum Braunschweig-Lüneburg bereits zur Zeit des Dreißigjährigen Krieges erstmals nachweislich ab 1642 in Braunschweig. Dort schuf er gemeinsam mit dem Glockengießer-Meister Joachim Janke mehrere Glocken für verschiedene Braunschweiger Kirchen, zunächst die später bei einem Turmbrand zerstörte sogenannte „Betglocke“ für St. Petri. Die Qualität der abgelieferten Arbeit brachte weitere Kirchenvorstände anderer Braunschweiger Kirchen dazu, Siegfriedt den Auftrag zum Guss weiterer Glocken zu geben. Die alteingesessenen Braunschweiger Gießer legten dagegen – erfolglos – Beschwerde beim damaligen Braunschweiger Stadtrat ein.
Im Juni 1643 schuf Siegfriedt gemeinsam mit Joachim Janke die von den beiden Braunschweiger Bürgermeistern Henricus Peters und Hans Affel, dem Kirchenvorsteher und Ratsherrn Martin Hille und den drei Kirchenvorstehern Frantz Apelnstedt, Ludeke Juten und Henning Hofmeister die mit der Jahreszahl 1642 versehene Glocke für die Braunschweiger Kirche St. Magni.
Spätestens in den 1650er Jahren hatte Ludolf Siegfriedt das Bürgerrecht Hannovers erworben, als er 1653 „die beiden alten Glocken und die zinnerne Taufe [der Kirche von Haimar] umgegossen“ hatte. Nachdem mehr als ein Jahrhundert später die größere Glocke der Kirche zerborsten war, wurden die beiden kleineren Glocken 1784 jedoch „nach Hannover gebracht, um aus beiden eine giessen zu lassen.“
Bis 1673 wirkte Ludolf Siegfriedt zudem als Glocken- und Stückgießer sowohl in der Residenzstadt Hannover als auch in Celle. So schuf er 1650 mit dem von dem hannoverschen Theologen, Magister und Senior des geistlichen Stadtministeriums David Meier gestifteten Geld die Glocke Großer David; zugleich die größte Glocke der Kreuzkirche in Hannover.
Nachdem Siegfriedts Landesherr, Herzog Christian Ludwig im Jahr 1650 den Bau des Jagdschlosses in Weyhausen angeordnet hatte, goss Ludolf Siegfriedt laut der Inschrift seines Werkes die für das Schloss gedachte Glocke im Jahr 1656. Das Stück findet sich heute mit der Inventar-Nummer MB 44 im Bomann-Museum in Celle.
Spätestens 1660 war Siegfriedt zum fürstlichen Stückgießer erhoben worden und hatte seinen Sitz in Celle, als er im selben Jahr in Ilten für 198 Taler im Pfarrgarten von Pastor Joachim von Broitzem die noch vorhandene große Glocke für die Iltener Kirche umgoss.
Nachfolger Siegfriedts im Amt des Glockengießers wurde der im 18. Jahrhundert in Hannover tätige Thomas Riedeweg.

## Bekannte Gusswerke Siegfriedts

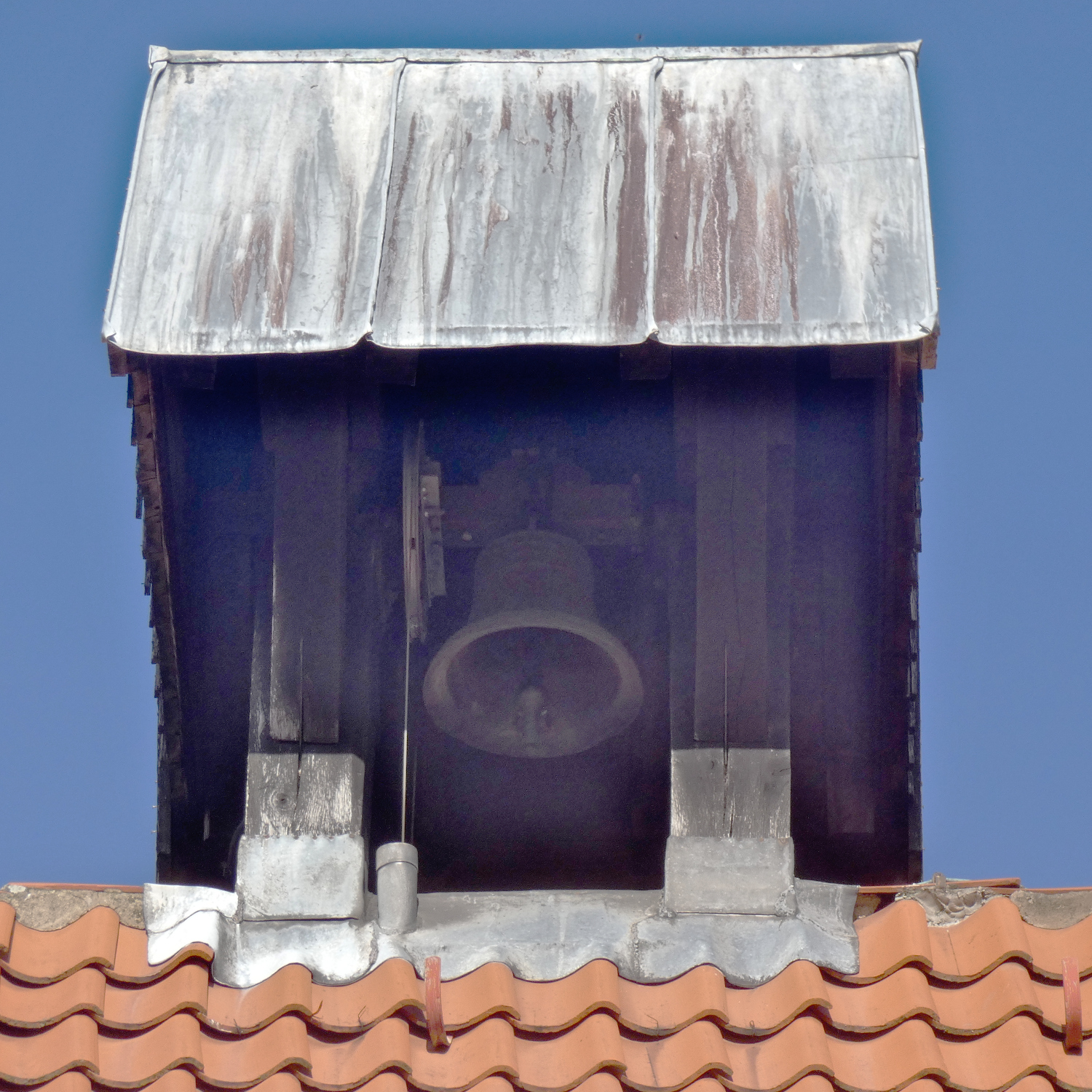
1643 gegossene Glocke in Devese

- 1640: Große Läuteglocke für die Kreuzkirche in Hannover[11]
- 1642, gemeinsam mit Martin Janke: Sogenannte „Betglocke“ für St. Petri in Braunschweig; 1811 bei einem Brand des Kirchturmes zerstört[1]
- 1642, gemeinsam mit Martin Janke: ursprünglich für die Braunschweiger St. Magni bestimmte Glocke mit ähnlicher Inschrift wie dort, verwandt für die Aegidienkirche (Braunschweig). Die Glocke fand sich in dem 1817/18 abgerissenen westlichen Glockenturm.[12]
- 1642/43, gemeinsam mit Martin Janke: Glocke für St. Magni in Braunschweig; erhalten[7]
- 1643: Glocke für die Kapelle in Arnum[13]
- 1643: Glocke für die Kapelle in Devese;[13] im Jahr 2010 restauriert[14]
- Juni 1643, gemeinsam mit Martin Janke (Auftragsdatum 1642): Glocke für St. Magni in Braunschweig[7]
- 1644: Glocke für die evangelisch-lutherische Kapelle Wülferode in Hannovers Stadtteil Wülferode,[9] denkmalgeschützt[15]
- 1644: Glocke für die Kirche in Lindhorst, Grafschaft Schaumburg, 1829 umgegossen.[16]
- 1645: Glocke für die Kirche in Horst[11]
- 1646–1647: „Nach Angabe im Register der fürstlichen Rentkammer lieferte [...] der Stückgießer Ludolf Siegfried zu Hannover für die Befestigung auf dem Kalkberge bei Lüneburg 2 halbe Kanonen und 2 zwölfpfündige Stücke zum Preise von 538 Thlrn.“[17]
- 1647: Glocke für die Kirche St. Petri in Neustadt am Rübenberge[11]
- Juli bis September 1649: drei Glocken, gegossen auf dem Kirchhof der Gemeinde der Pfarrkirche in Berka im Amt Katlenburg im Vorharz[18]
- 1649: Glocke für die Kirche in Bennigsen[11]
- 1649: Neuguss der Glocke der Kirche in Hattendorf, Grafschaft Schaumburg[4]
- April 1650: 2 Glocken für die Michaeliskirche in Ronnenberg[13]
- 1650: Glocke für die Kirche in Basse[11]
- 1650: Glocke für die Kirche in Helstorf[11]
- 1650: Glocke für die Johannes-Kapelle in Metel als Ersatz für die im Krieg geraubte; Inschrift: „[...] Meister Ludolf Siegfriedt hat mich in Hannover gegossen.“[19]
- 1650: Guss der Glocke „Großer David“, der größten Glocke für die Kreuzkirche in Hannover[9]
- 1650: in Hannover Guss der Glocke für die die Jakobikirche in Bäntorf bei Coppenbrügge[11]
- 1651: Glocke für die Martinskirche in Engelbostel[13]
- 1652: Glocke mit Schlagton b für die bei Gehrden gelegene Lemmier Kapelle; erhalten[20]
- 1652: Glocke für die Kirche in Kathrinhagen, Grafschaft Schaumburg[4]
- 1652: Glocke für die Kirche in Beckedorf, Grafschaft Schaumburg[4]
- 1653: Mittlere Läuteglocke für die Kreuzkirche in Hannover[11]
- 1653: Neuguss der beiden alten Glocken und der zinnernen Taufe der Kirche in Haimar; die beiden Glocken wurden später (1784) jedoch zum Umguss in eine einzige Glocke nach Hannover verbracht.[5]
- 1653: Glocke für die Kirche in Hohnhorst, Grafschaft Schaumburg[4]
- 1654 goss Siegfriedt für die Stadt Hannover zwei mehr als 30 Zentner schwere Viertelcarthaunen, die namentlich benannte „Salvator mundi“ und die S. Paulus[21]
- 1655: Glocke für die Kirche in Großgoltern[13]
- 1655: erneuter Glockenguss für St. Petri in Braunschweig; 1811 zerstört[22]
- 1656: Glocke für die Braunschweiger Kirche St. Katharinen, in der Inschrift unter anderem Georg von Rethem und der Bürgermeister Henning Schrader; erhalten[23]
- 1656: Glocke für das Jagdschloss Weyhausen bei Eschede[3]
- 1657: Glocke mit mehreren Inschriften für die gotische Kirche St. Laurentius in Schwarmstedt[5]
- 1657: Glocke für die Kirche in Hemeringen[11]
- 1657: Glocke für die Kirche in Krückeberg, Grafschaft Schaumburg[4]
- 1659: erneuter Glockenguss mit Inschriften für die Braunschweiger St. Katharinen-Kirche; 1917 zur Einschmelzung für Kriegszwecke enteignet[24]
- 1660: Umguss der vorhandenen großen Glocke in Ilten im dortigen Pfarrgarten[5]
- 1660 datiert die nach Clausthal gelieferte größere Uhrglocke Siegfriedts[25]
- 1662: Glocke für die Kapelle in Hemmingen[13]
- 1663: Glocke für die Kirche in Hohenbostel[13]
- 1664[26] oder 1723, Stadtkirche St. Marien (Celle): Glocke der Tonlage es mit einem Gewicht von 1.330 kg und einem Umfang von 1,33 m[2]
- 1665: Neuguss in alter Form zweier älterer Glocken, mit Inschriften für die Kirche St. Martini in Braunschweig; erhalten[27]
- 1665 goss Siegfriedt erneut für die Stadt Hannover zwei schwere Carthaunen; die namentlich benannte „Herkules“ und die Greif.[21]
- 1668: erneuter Glockenguss für die Kirche in Bennigsen[11]
- 1668: Glocke für die Marienkirche in Barsinghausen[13]
- 1670: Zwei Glocken für die Kirche zu den 10.000 Rittern in Lenthe[13][20]
- November 1670: Glocke, Schlagton a, für die Kapelle in Everloh, in Hannover hergestellt; erhalten[20][28]
- 1671: Große Läuteglocke für die Marktkirche zum Heiligen Geist in Clausthal. Am 19. September 1790 gebrochen, 1792 durch einen Umguss (c') von Johann Heinrich Wicke in Braunschweig ersetzt[29]
- 1672 fertigte der Stückgießermeister Ludolf Siegfriedt im Auftrag der Hannoverschen Landschaft zwei Glocken für die Neustädter Hof- und Stadtkirche St. Johannis[30]
- 1673: Glocke für die Marktkirche in Hameln[11]

## Archivalien
An Archivalien von und über Ludolf Siegfriedt finden sich beispielsweise
- der Vertrag für die 1642 geschaffene mittlere Glocke von St. Petri; im Stadtarchiv Braunschweig, Archivsignatur G II 1, fol. 245f.